# Andreas Marquardt

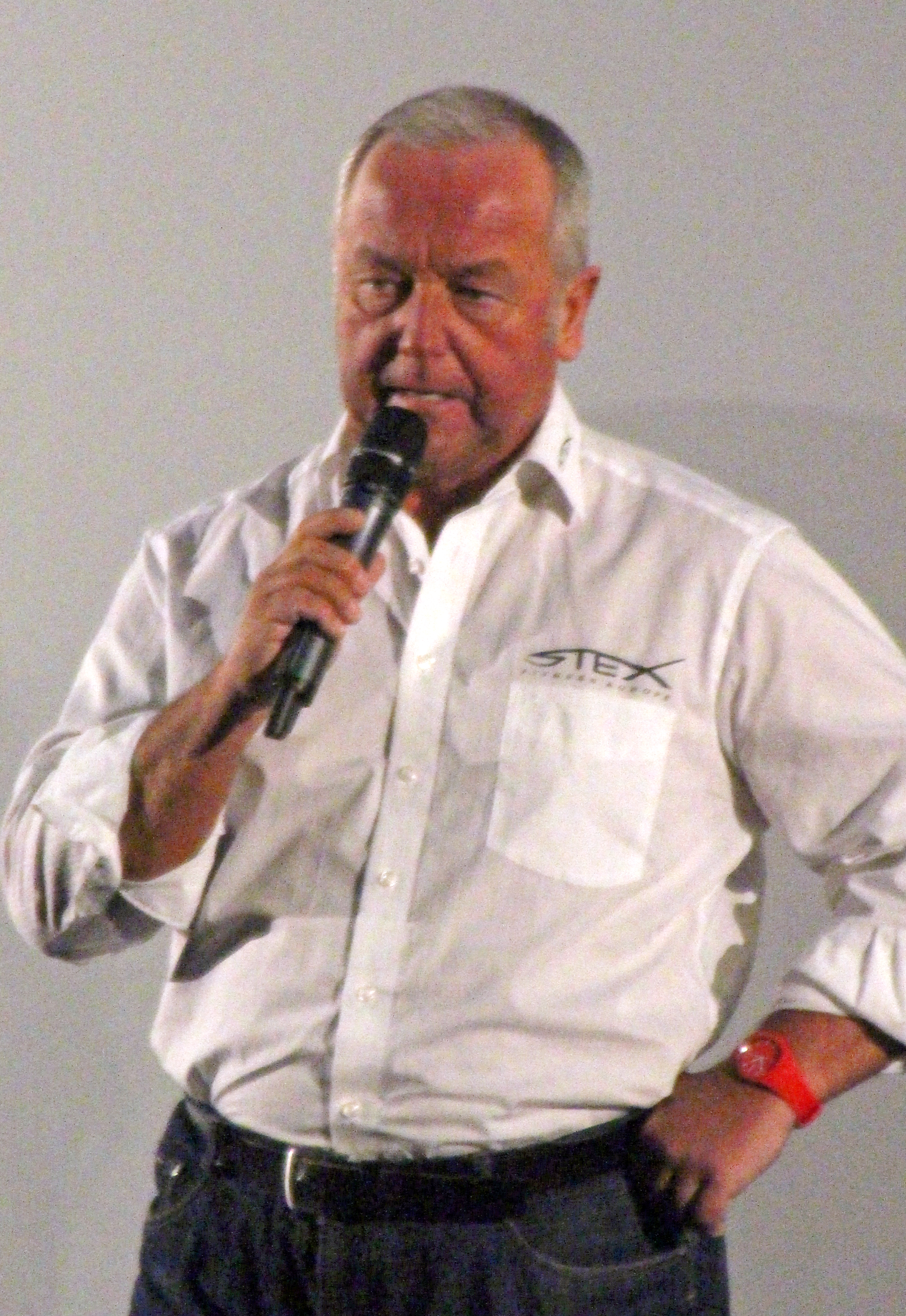
Andreas Marquardt (2015)

Andreas „Karate Andy“ Marquardt (* 1956 in Berlin-Neukölln) ist ein deutscher ehemaliger Zuhälter und Karatelehrer.

## Leben
Marquardt übte im Kindesalter ab 1962 Kampfsport aus. Im Judo wurde er nach eigenen Angaben Berliner Meister und erlangte den 2. Dan. Im Karate wurde er nach eigenen Angaben 15-facher Europameister in einem nicht näher benannten Verband, 1981 und 1983 wurde er seinen Aussagen nach Asien-Champion in einem nicht weiter benannten Sportwettbewerb.
Marquardt war über zwei Jahrzehnte Zuhälter in Berlin, Hamburg, Frankfurt am Main und Essen. Während der Zeit als Zuhälter arbeitete er fünf Jahre als Leichenfahrer, um das Finanzamt zu täuschen. Nachdem er eine seiner Prostituierten zusammengeschlagen hatte, vertraute sich die Frau der Polizei an und kam in ein Zeugenschutzprogramm. Marquardt wurde zu viereinhalb Jahren Gefängnis verurteilt. Er kam gegen eine Geldzahlung mit Anfang 40 in den offenen Vollzug. Nachdem er durch Anstiftung zur Körperverletzung erneut auffällig geworden war, verlängerte sich seine Haftzeit. Insgesamt war Marquardt achteinhalb Jahre in Haft wegen schwerer Zuhälterei, Menschenhandels und illegalen Waffenbesitzes. Dabei saß er in den Justizvollzugsanstalten Moabit und Tegel. Im Gefängnis vertraute Marquardt einem Therapeuten an, dass sein Vater gewalttätig war und seine Mutter ihn jahrelang sexuell missbraucht hatte. 2003 wurde er aus der Haft entlassen.
Seit 1985 führt Marquardt eine Karate-Sportschule in Berlin-Neukölln, die er bereits während seiner Zeit als Zuhälter betrieben hatte. Während seiner Haftzeit und auch heute führt er die Karateschule zusammen mit seiner Lebensgefährtin, die eine seiner ehemaligen Prostituierten ist. Heute werden dort vor allem Kinder in Karate unterrichtet. Marquardt lehrt den von ihm selbst entwickelten Tae-Ka-Do-Kan-Karate-Stil, der sich aus Taekwondo, Karate und Judo zusammensetzt und als Vollkontaktsport betrieben wird.
Andreas Marquardt wurde 2010 für den Laureus World Sports Award in der Kategorie „Das soziale Sportprojekt“ mit dem Projekt „Helfen macht stark“ nominiert. Das Projekt setzt sich für benachteiligte Kinder ein. Er setzt sich zudem für Kind im Zentrum und neuland e. V. ein. Bei einer Aids-Benefiz-Gala im Jahr 2003 stellte Marquardt einen Weltrekord auf, indem er fünf Baseballschläger zerschlug.
Am 11. Dezember 2006 veröffentlichte der Ullstein Taschenbuch Verlag sein Buch Härte – Mein Weg aus dem Teufelskreis der Gewalt, das er zusammen mit seinem Therapeuten Jürgen Lemke geschrieben hatte. Der auf der Autobiografie basierende, gleichnamige Film von Rosa von Praunheim feierte am 6. Februar 2015 bei der Berlinale Premiere und kam am 23. April in die Kinos. Marquardt wird darin von Hanno Koffler gespielt. Rollen als Schauspieler folgten in Jonas Neumanns 13-minütigem Kurzfilm Nachtmelodie (2018) und Eline Gehrings Spielfilm Nico (2021).

## Buch
- Härte: Mein Weg aus dem Teufelskreis der Gewalt (mit Jürgen Lemke), Ullstein, 2015, ISBN 978-3-548-37572-4.